# الأناركية في جورجيا
نشأت الأناركية في جورجيا خلال أواخر القرن التاسع عشر من رحم حركة التحرر الوطنية الجورجية والحركة العدمية الروسية. وبلغت أوجها أثناء الثورة الروسية في عام 1905 عقب عودة عدد من الأناركيين من المنفى للانخراط في النشاطات الثورية مثل ما حدث في الجمهورية الغوريانية حديثة العهد.
لعب الأناركيان الجورجيان ميخائيل تسيريتيلي وفارلام تشيركزيشفيلي دورًا كبيرًا في تطور الأفكار الأناركية في البلاد، بيد أن الأناركيين الجورجيين واظبوا كفاحهم من أجل تحقيق التحرير الوطني على خلاف الأناركيين الأوروبيين والروس. حظيت هذه الأيديولوجيا المعارضة لإقامة دولة على دعم من الساسة الجورجيين الذين قادوا النضال من أجل تحرير الشعب الجورجي، والذين حاربوا طوال حياتهم من أجل نيل حق تقرير المصير الوطني. أما بالنسبة للنظرية الأناركية حول اندثار الدولة فقد كان استهجان المركزية وتأييد لامركزية الحكومة النهج الأمثل بالنسبة لجميع الأشخاص التقدميين في جورجيا ومثل الأساس الذي أفضى إلى نجاح البلاد. قاتل هؤلاء في سبيل نيل جورجيا للحكم الذاتي، بل أنهم ذهبوا أبعد من ذلك: مطالبين بحصول البلاد على استقلالها الكامل خلال العقد الثاني من القرن العشرين. ودافعوا عن شعار «المساواة لجميع الأمم»، وكانوا على الاعتقاد القائل أن اهتمام الأمة بالوضع الاجتماعي كان مرهونًا بتحقيقها للاستقلال الوطني.
تضعضعت الحركة الأناركية الجورجية خلال الحرب العالمية الأولى نظرًا لأن نشاط أعضائها الجورجيون كان خارجيًا. لم تعد الأناركية قوة سياسية فاعلة عقب اندلاع الثورة الروسية. لم ينكفئ الأناركيون الجورجيون عن محاربة اللينينية دون هوادة، واستنكروا كافة أشكال العنف بما في ذلك تجلياته كدولة. ومن وجهة نظرهم فقد كان إحراز التقدم محصورًا على الأشخاص الأحرار. كذلك حاربوا دكتاتورية البروليتاريا المتشكلة جراء غزو الجيش الأحمر لجورجيا.

## التاريخ
أخذت الطبقية الاجتماعية في جورجيا بالازدياد إلى جانب توسع الطبقة العاملة، وهو ما ترافق مع انتشار الرأسمالية للمرة الأولى. انتشر الوعي الوطني والطبقي في جميع أنحاء البلاد خلال القرن التاسع عشر، وهو ما أدى إلى ظهور عدد من المنظمات السياسية المنادية بالأفكار القومية والليبرالية والاشتراكية. كانت «المجموعة الأولى» بقيادة إيليا شافشافادزه من بين أولى المجموعات القومية الجورجية التي حرضت ضد سياسات الترويس ودعت إلى إحياء اللغة الجورجية وإنماء الثقافة الجورجية. وخلفتها «المجموعة الثانية» الأكثر تطرفًا في عام 1869، وهي مجموعة سياسية ليبرالية شاركت في الصحافة وانخرطت في الحياة الحضرية والاقتصادية. نابت «المجموعة الثالثة» عن المجموعة الثانية بحلول عام 1892. وكانت أول منظمة ديمقراطية اجتماعية في البلاد، وانبثق عنها الحزب الديمقراطي الاجتماعي الجورجي - وهو أحد أفرع الحزب الديمقراطي الاجتماعي العمالي الروسي. انقسم الحزب إلى جناحين خلال المؤتمر الثاني للحزب الديمقراطي الاجتماعي العمالي الروسي: البلاشفة بقيادة يوسف ستالين، والمناشفة بقيادة نوي جوردانيا. غير أن كلا الجناحين اتخذ مواقف داعمة للمواطنة العالمية، وهو ما جعلهما يقفان في وجه مصالح الوطنيين الجورجيين.
بدأت الحركة العدمية بالانتشار في جميع أنحاء الإمبراطورية الروسية في تلك الأثناء، وهو ما لفت انتباه الاشتراكي الجورجي فارلام تشيركزيشفيلي. ألقي القبض على تشركيزيشفيلي، وزج في السجن لمدة ستة أشهر في قلعة بطرس وبولس بعد أن حاول ديميتري كاراكوزوف اغتيال القيصر ألكسندر الثاني. افتتح تشيركزيشفيلي مطعمًا تعاونيًا في مدينة بيتروغراد بعد أن أطلق سراحه في عام 1867، وهناك تعرف على سيرغي نيتشايف. أضحى تشيركزيشفيلي متأثرًا بالأفكار الأناركية لميخائيل باكونين، والتي مرت عليه في صحيفة نارودنوي ديلو بحلول عام 1868. اعتقل تشيركزيشفيلي من جديد بسبب صلاته بنيتشايف، وهذه المرة حكم عليه بالنفي إلى سيبيريا الغربية. هرب من منفاه بسيبيريا إلى سويسرا، وهناك أسس صندوقًا مشتركًا للإعانة وأسس صحيفة أوبتشتشينا الناطقة بالروسية، وذلك فضلًا عن مساهمته في مجلة لو ريفولتي لبيوتر كروبوتكين. كذلك سافر عدد من الراديكاليين الجورجيين الآخرين إلى الخارج لاستكمال تعليمهم، واطلعوا على الأفكار الأناركية والشيوعية الليبرتارية للمرة الأولى. تأسست جماعة الأناركيين الروس في المهجر في مدينة جنيف بقيادة الأناركي الجورجي غورغي غوغيليا في عام 1900، وخلفتها منظمة الخبز والحرية في نهاية المطاف، والتي انتسب إليها كل من بيوتر كروبوتكين وفارلام تشيركزيشفيلي.

### الثورة الأولى
بدأت الأفكار الأناركية والاشتراكية بالازدهار في جورجيا خلال مطلع القرن العشرين، وذلك بعد أن بدأ عدد من النشطاء الراديكاليين بالعودة من منفاهم. أعلن عن قيام الجمهورية الغوريانية في شهر مايو من عام 1902، وذلك على إثر انتفاضة الفلاحين التي اندلعت في منطقة غوريا بدعم كل من المناشفة بالإضافة إلى الثوريين الاشتراكيين من أمثال نيستور كالانداريشفيلي. بلغ الوضع الذروة مع اندلاع الثورة الروسية لعام 1905 التي عاد خلالها العديد من الأناركيين المنفيين إلى جورجيا. تعاون عدد من الشيوعيين الأناركيين الجورجيين ومن جملتهم فارلام تشيركزيشفيلي على تأسيس الحزب الثوري الاشتراكي الفدرالي الجورجي في تلك الأثناء. طالب الحزب بمنح جورجيا حق الحكم الذاتي ضمن اتحاد روسي منظم على صورة تتماشى مع المبادئ الديمقراطية الاشتراكية. فاز الاشتراكي الفدرالي يوسف باراتوف بمقعد في مجلس الدوما في الانتخابات التشريعية الأولى. أما في الانتخابات التشريعية الثانية فقد نجح الاشتراكيون الفدراليون في الفوز بغالبية المقاعد الجورجية في مجلس الدوما.
مثلت عودة الأناركيين الجورجيين من المنفى ذروة الحركة الأناركية بزعامة غورغي غوغيليا وميخائيل تسيريتيلي وفارلام تشيركزيشفيلي الذين دعوا إلى تطبيق نظام اشتراكي ليبرتاري دون الاستعانة بالدولة. أسس تشيركزيشفيلي «الجامعة الشعبية» في تفليس، مستمدًا إلهامه من فكرة الفدرالية. ألقيت المحاضرات والدروس فيها باللغات الروسية والجورجية والأرمنية والأذرية. يقول ماكس نتلاو أن «إدارة الجامعة الشعبية في تبليسي كانت بيد العمال بصورة كاملة، وتولت كل جنسية تنظيم قسمها الذي تمتع بالاستقلالية، وعقدت هذه الأقسام اجتماعات شهرية لمناقشة القضايا العامة. ارتكزت فكرة تشيركزيشفيلي على إعادة إرساء التضامن بين الجنسيات من الناحية العملية. تضعضع هذا التضامن جراء المذابح بين الأرمن والتتار التي حدثت بفضل التحريضات التي بثتها الحكومة الروسية قبل بضعة أشهر».
نشرت عدد من الصحف الأناركية بصورة قانونية في مدينة تفليس خلال الفترة الثورية. حرر غورغي غوغيليا صحيفة غولوس الشيوعية الأناركية التي نشرت سبعة إصدارات يومية باللغة الجورجية قبل إغلاقها نظرًا لانعدام المشتركين في شهر مايو من عام 1906. وبعدها حرر صحيفة نابات التي نشرت أربعة عشر عددًا مزدوجًا يوميًا باللغة الجورجية قبل أن يجبرها الرقابيون على الإغلاق. اجتمع غوغيليا مع ميخائيل تسيريتيلي وفارلام تشيركزيشفيلي لتحرير صحيفة العامل في شهر يونيو من عام 1906. نشرت الصحيفة 52 عددًا يوميًا باللغة الجورجية حتى توقفت عن النشر في شهر سبتمبر من عام 1906 نتيجة معارضة الديمقراطيين الاجتماعيين. وبعدها حرر تشيركزيشفيلي صحيفة السباق التي كذلك نشرت باللغة الجورجية بصورة قانونية، بيد أنها اتهمت بالترويج للقومية الجورجية من قبل الأناركيين المحافظين. كان الشيوعيون الأناركيون أعضاء في هيئة تحرير صحيفة باتارا غازيتي وصحيفة آرو اللاحقة، وهما صحيفتان باللغة الجورجية نشرهما الحزب الثوري الاشتراكي الفدرالي الجورجي، ووزعتا بين الفلاحين. توقف النشر القانوني لمعظم الصحف الأناركية مع نهاية الثورة في شهر يونيو من عام 1907، وذلك بعدما أجبرت العناصر الراديكالية على التخفي.